# 世界夫人
世界夫人（Mrs. World）是全球範圍內第一个为已婚妇女举办的选美活动，這一選美活動來自於美國已婚婦女選美活動美國太太。第一屆世界夫人於1984年舉辦。